# Luni
Luni es una fracción geográfica de la comuna de Ortonovo, provincia de La Spezia, en la región de Liguria al norte de Italia. Le da su nombre a Lunigiana, una región que abarca el este de Liguria y el norte de Toscana (provincia de Massa-Carrara).

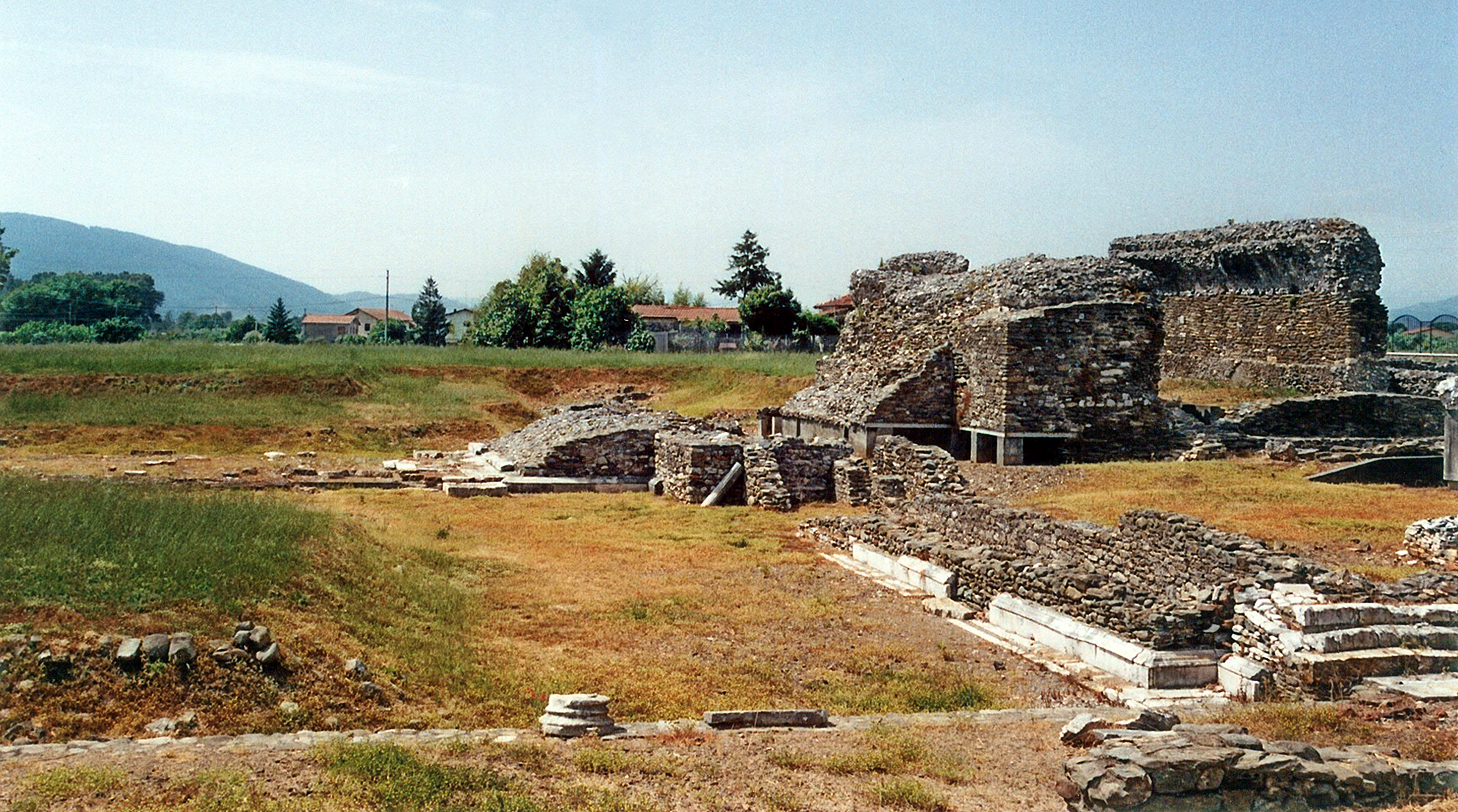
Los restos del Templo de la Luna.

Fundada por los romanos en el 177 a. C. con el nombre de Luna, en la desembocadura del Magra, fue una fortaleza militar para las campañas contra los ligures: hay una inscripción en el Museo Arqueológico de 155 de la base de una columna triunfal erigida en el segundo consulado de C. Claudius Marcellus para conmemorar la represión de la última rebelión de los ligures. En el 109 a. C. fue conectada a Roma por la Vía Aemilia Scauri, reconstruida en el siglo II d. C. como la Vía Aurelia. Floreció cuando comenzó la explotación de las canteras de mármol blanco cerca de Alpi Apuane en el siglo I a. C.
Plinio el Viejo consideraba que los quesos de Luni eran los mejores de Etruria.
En el siglo V todavía era importante ya que fue elegida sede episcopal. Capturada por los godos en el siglo siguiente, fue reconquistada por el Imperio romano de Oriente en 552, quienes sin embargo la perdieron ante los lombardos en 642. Estos últimos perjudicaron la economía de la ciudad, favoreciendo las rutas comerciales que por el cercano puerto de Lucca al sur. Luni se había reducido a un pequeño pueblo en la época del rey lombardo Liutprando, más adelante, fue sede de condado bajo el gobierno de Carlomagno, exactamente en la frontera entre el Reino de Italia y los Estados Pontificios.
Fue saqueada en múltiples ocasiones por piratas marinos, sarracenos en 849 y vikingos en 860 que la confundieron con Roma. A mediados del siglo X experimentó el último período de esplendor bajo el gobierno del conde Oberto I quien repelió momentáneamente la amenaza de los piratas. Sin embargo en los años 990 la situación volvió a empeorar y la sede episcopal fue trasladada primero a Carrara y luego a Sarzana de forma definitiva en 1207. En 1015 Luna fue conquistada por el califa Mujāhid al-‘Āmirī con sus barcos sardos: cuando Pisa y Génova repelieron sus fuerzas, Luni fue abandonada destruida. La propagación de la malaria en el área y la incorporación del puerto contribuyeron a la caída de Luni. En 1058 toda la población se trasladó a Sarzana mientras que otros refugiados fundaron Ortonovo y Nicola. El título de obispo y conde de Luni permaneció en uso por varios siglos, pero Francisco Petrarca destacó a Luni como "una vez famoso y poderoso, pero ahora solamente un nombre desnudo e inútil".
La leyenda latina de la Santa Faz de Lucca, De inventione, revelatione ac tranlatione Sanctissimi Vultu señala insistentemente a través de intervenciones milagrosas que el crucifijo pertenecía merecidamente a Lucca, sugiriendo que anteriormente había estado en y que su eliminación requería señas de aprobación divina.

## Principales lugares de interés turístico
Los puntos de interés turístico incluyen restos del anfiteatro romano elíptico (siglo I) y el Museo Antropológico.